# Жураве (Люблінське воєводство)
Жураве (пол. Żurawie) — село в Польщі, у гміні Туробин Білґорайського повіту Люблінського воєводства.
Населення — 255 осіб (2011).
У 1975-1998 роках село належало до Замойського воєводства.

## Демографія
Демографічна структура станом на 31 березня 2011 року:
|          | Загалом | Допрацездатний вік | Працездатний вік | Постпрацездатний вік |
| -------- | ------- | ------------------ | ---------------- | -------------------- |
| Чоловіки | 126     | 24                 | 74               | 28                   |
| Жінки    | 129     | 17                 | 60               | 52                   |
| Разом    | 255     | 41                 | 134              | 80                   |